# Glycifohia
Genre
Synonymes
- genre Phylidonyris Lesson, 1830[2]
- Glycifohia Mathews, 1929[2]
- Meliornis G.R. Gray, 1840[2]
- Melisympotes Reichenbach, 1852[2]
- Phylidornis Sundevall, 1872[2]
- Purnella Mathews, 1914[2]
- Purnellornis Mathews, 1914[2]

Glycifohia est un genre d'oiseaux de la famille des Meliphagidae.

## Liste des espèces
Selon la classification de référence du Congrès ornithologique international (version 10.1, 2020) :
- Glycifohia undulata (Sparrman, 1787) — Nouvelle-Calédonie ;
- Glycifohia notabilis (Sharpe, 1899) — Vanuatu
  - Glycifohia notabilis notabilis (Sharpe, 1899) — îles Banks
  - Glycifohia notabilis superciliaris (Mayr, 1932) — centre du Vanuatu.